# Kaukasisch berghoen
Het Kaukasisch berghoen (Tetraogallus caucasicus) is een vogel uit de familie fazantachtigen (Phasianidae). De wetenschappelijke naam van de soort is voor het eerst geldig gepubliceerd in 1811 door Pallas.

## Voorkomen
De soort komt voor in de Kaukasus.

## Beschermingsstatus
De totale populatie is in 2015 geschat op 6-32 duizend volwassen vogels. Op de Rode Lijst van de IUCN heeft de soort de status veilig.